# 內惟青雲宮
內惟青雲宮，位於臺灣高雄市鼓山區次分區內惟，主奉閩南醫神保生大帝（大道公）。

## 歷史沿革
內惟青雲宮原位於左營桃子園地區，創建於清道光年間，供奉保生大帝，直至日本昭和年間，政府將柴山列為海軍基地，擴建左營軍港，桃子園居民被迫遷村到新庄仔及內惟庄，並拆除在桃子園的青雲宮。居民分別於兩地興建廟殿膜拜，形成一宮兩廟之型態。
內惟青雲宮現廟身為民國58年（西元1969年）建造，廟內供奉的二祖、三祖神像為創建時期原神尊，格局為傳統兩殿兩護室，帶拜亭及鐘鼓樓，偌大的廟庭仍是內惟地區保有陣頭練習傳統的地方。
內惟青雲宮同時也是左營區舊城城隍廟興隆內外里十三公廟之一。

## 祀神
內惟青雲宮主祀保生大帝、保生二大帝、保生三大帝，陪祀元帥爺公、中壇元帥、太陽星君、孚佑帝君、觀音佛祖、太歲星君、福德正神、註生娘娘、虎爺。

## 圖輯

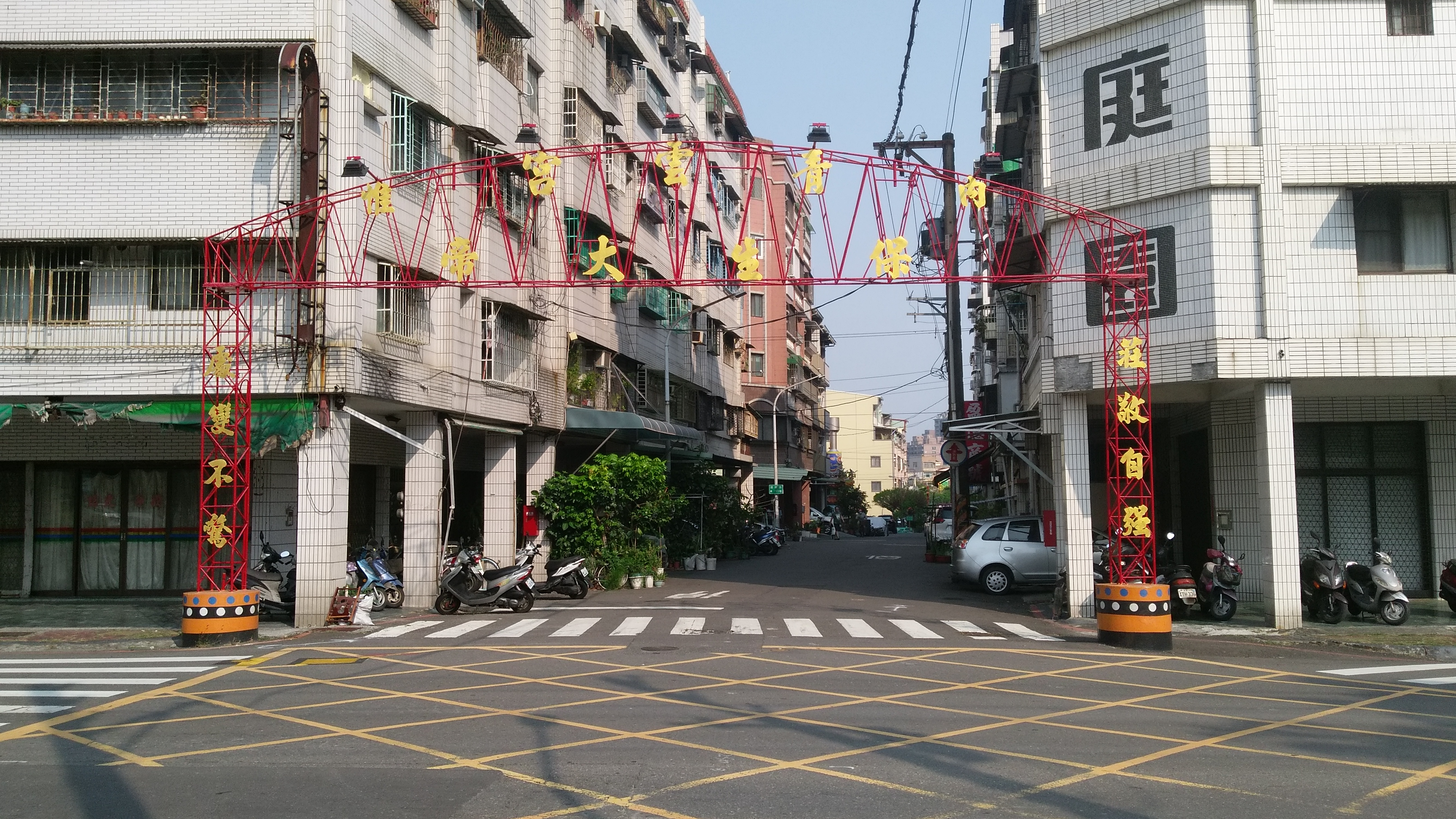
內惟青雲宮牌樓
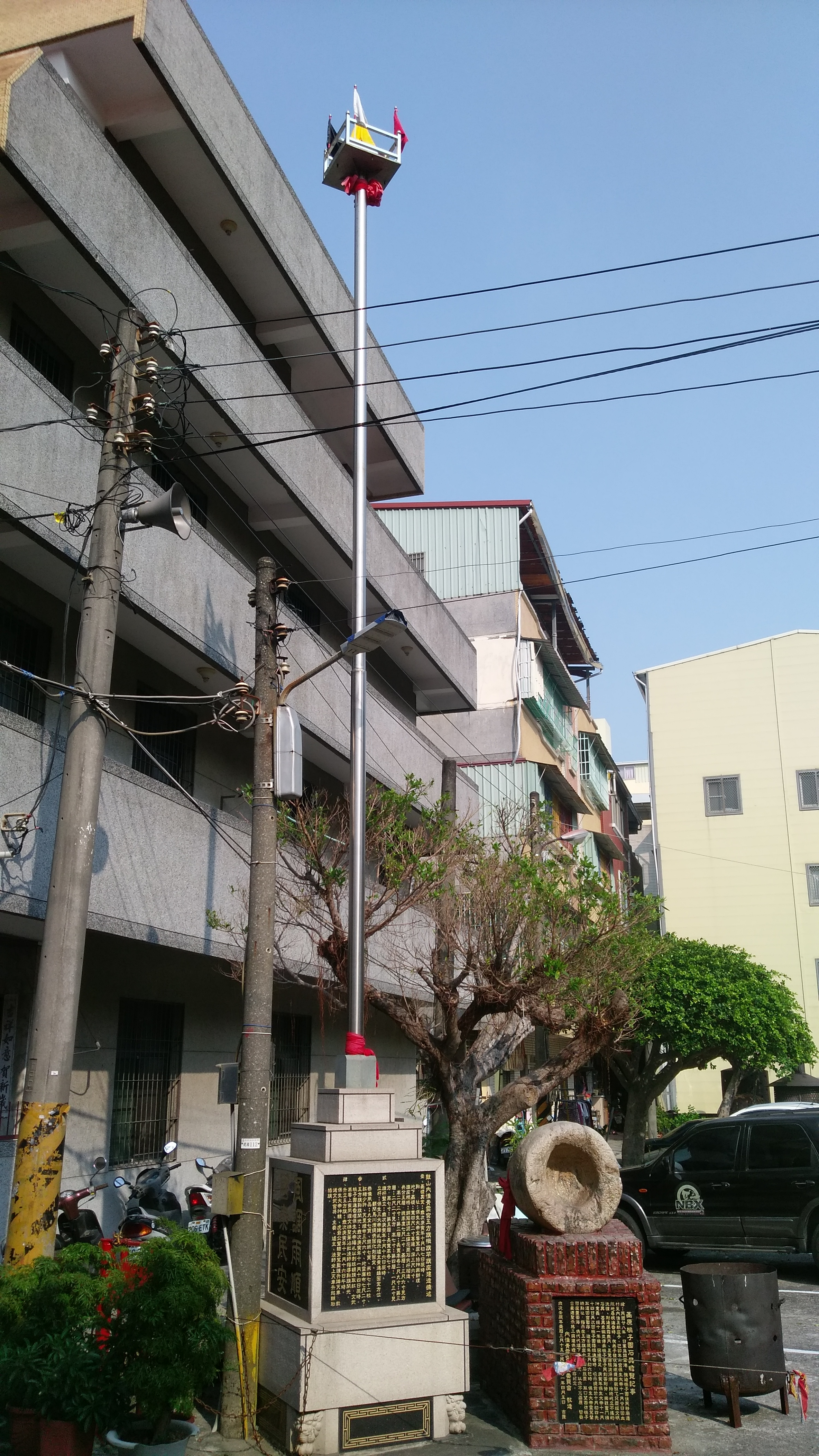
內惟青雲宮五方旗幟旗桿旗座
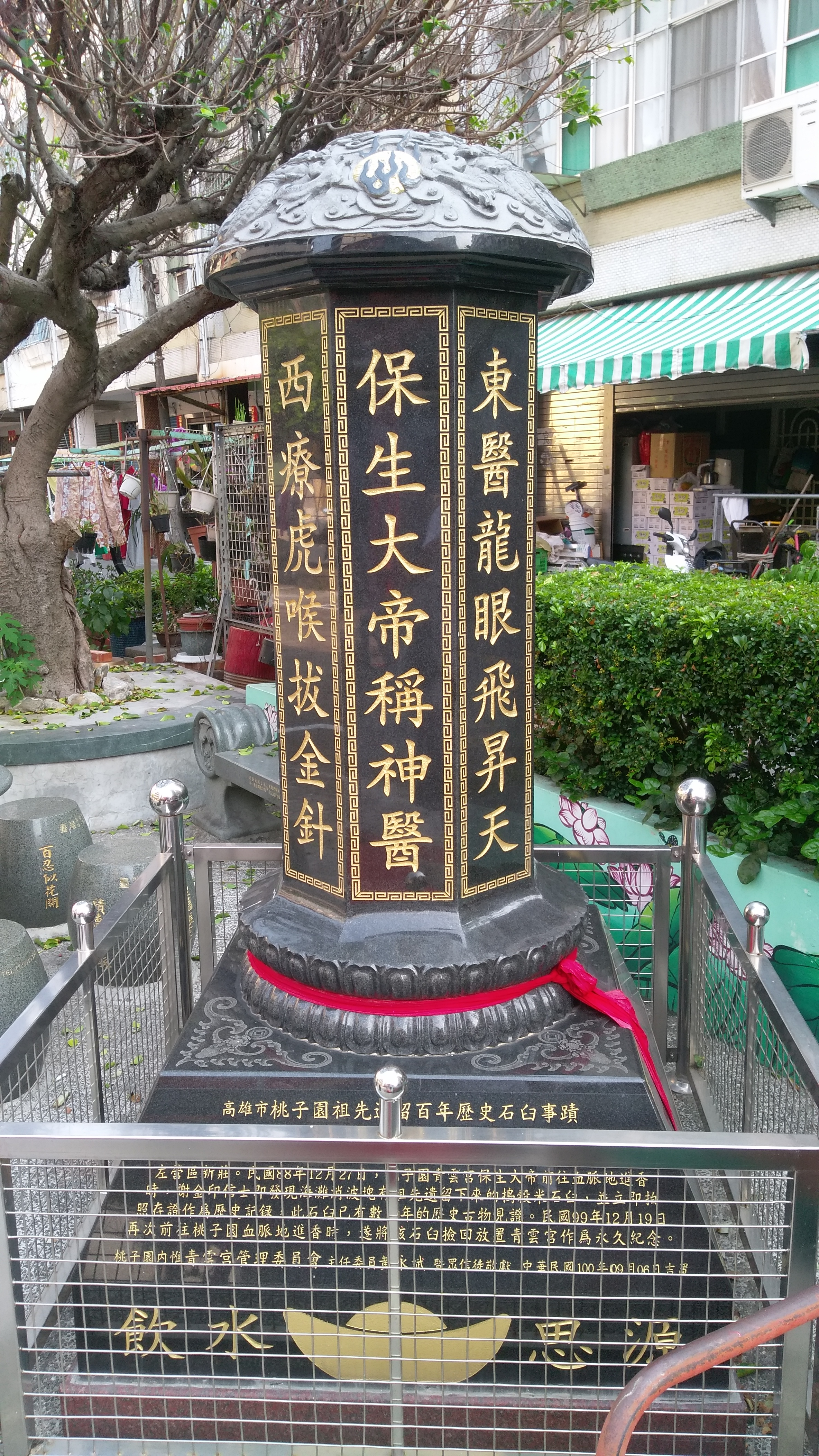
桃子園祖先遺留百年石臼事蹟碑文
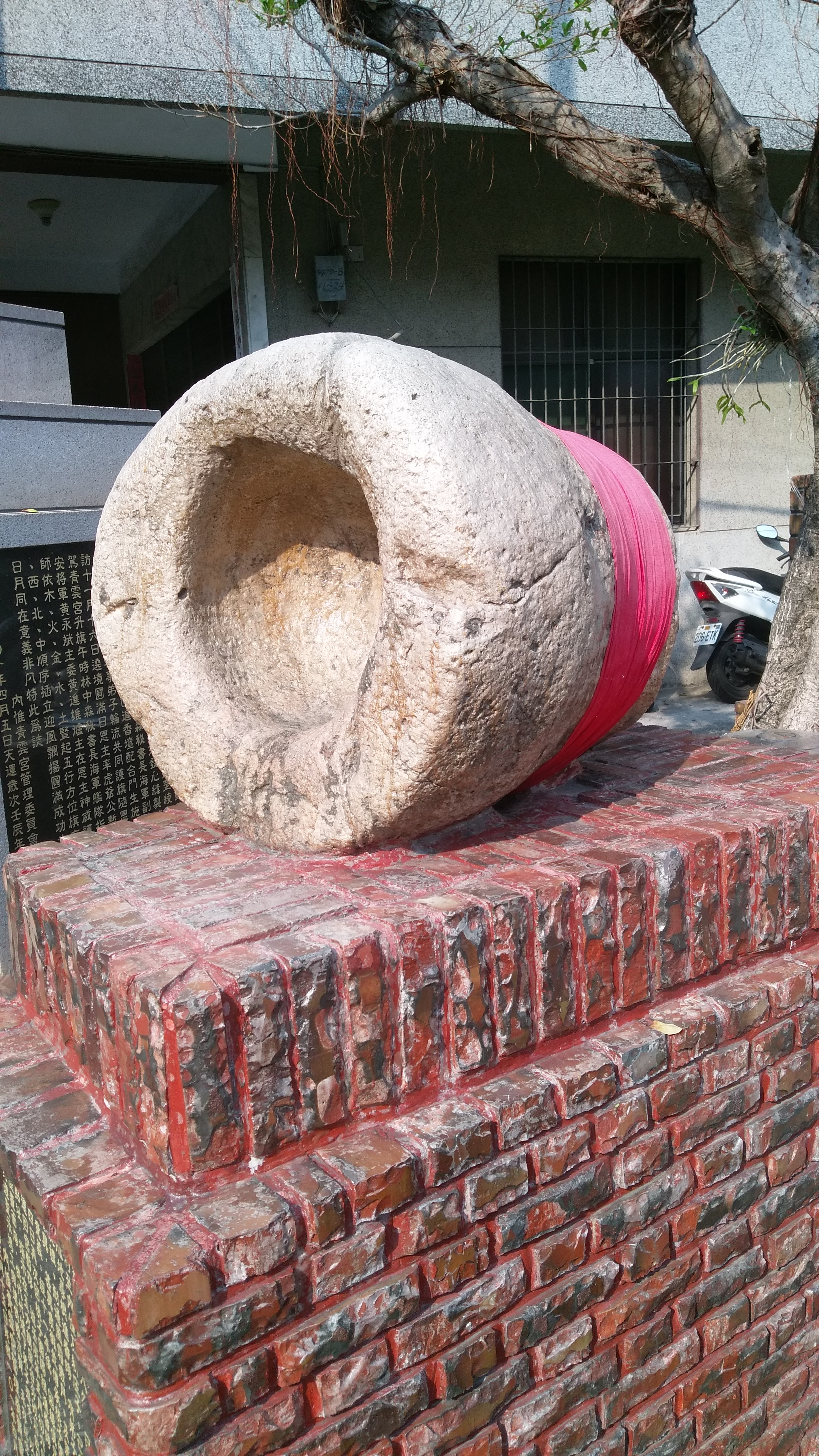
桃子園舊部落古文物石臼
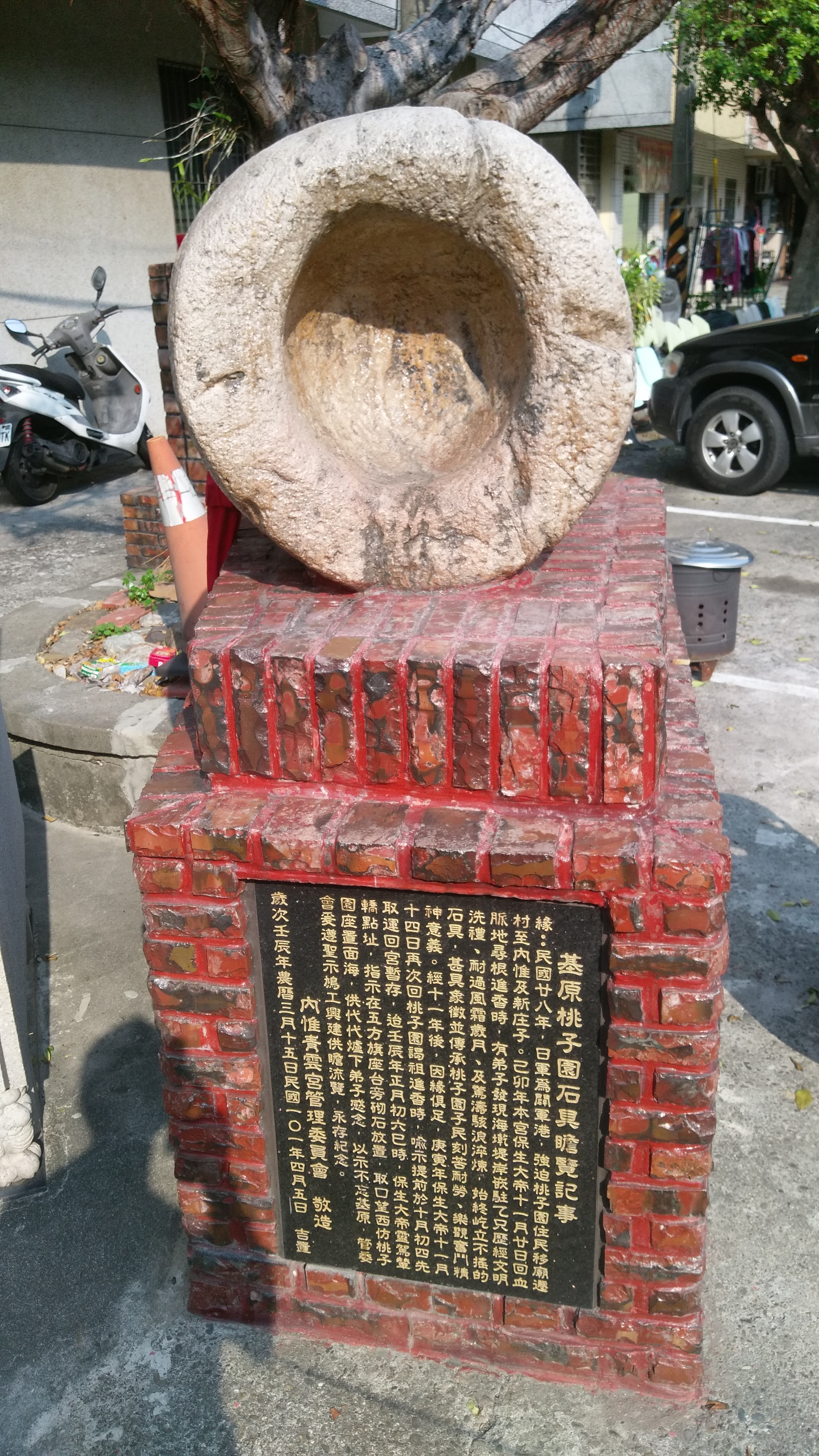
桃子園舊部落古文物石臼瞻覽記事

## 外部連結
- 內惟青雲宮的Facebook專頁